# 伊拉克历史
伊拉克所在的地区在历史上曾被称为美索不达米亚，該國歷史悠久，是人类文明的主要发源地之一。
两河流域目前发现最早的古文明距今約6000多年。雖然巴比伦現已消失，但其影響（尤其宗教方面）卻很多流存至今。成為四大文明古國之一實當之無愧。
美索不达米亚文明大致以今天的巴格达城为界，分为南北两部分。北部以古亚述城为中心，称为亞述里亚，或简称亚述；南部以巴比伦城为中心，称为巴比伦尼亚，意为“巴比伦的国土”。巴比伦尼亚又分为两个地区，南部靠近波斯湾口的地区为苏美尔，苏美尔以北地区为阿卡德，两地居民分别被称为苏美尔人和阿卡德人。美索不达米亚文明最初就是由苏美尔人创造出来的。

## 史前
舊石器時代，伊拉克已經有先民聚居. 
特別值得一提的是，美索不达米亚是新石器時代革命最早的地区，距今约公元前10000年。

## 古代美索不达米亚

### 铜器时代
在早期铜器时代的欧贝德时期之中，下美索不达米亚出现了苏美尔文明。随着公元前24世纪阿卡德帝国的兴起，古典苏美尔文明结束。在古提王朝时期，苏美尔人在前21世纪有着短暂复兴。
苏美尔几乎和古埃及人同时发明了文字。他们用削尖的芦苇做笔，把文字刻在泥胚上，然后把泥胚烘干，成为泥板。由于这种文字形状成尖劈形，所以被称为楔形文字。
公元前2006年，阿摩利人入侵两河流域，摧毁了阿卡德人和苏美尔人建立的乌尔第三王朝。公元前1894年左右，阿摩利人建立起一个以幼发拉底河河畔的巴比伦城为首都的王朝。从那时起，美索不达米亚就被称为“巴比伦尼亚”，那里所有居民都被称为巴比伦人。
古巴比伦王国时期是两河流域历史上最辉煌的时期之一。这个国家出现了一位著名的君主－汉摩拉比。汉摩拉比用武力统一了两河流域后，建立了一个中央集权的专制国家。他个人集宗教、军事、 行政、司法和水利建设等各种大权于一身。为了更有效的统治自己的国家，他颁布了著名的《汉摩拉比法典》。法典共282条，刻在一块高2.25米的黑色玄武岩石柱上，是迄今发现的最早完备成文的法典。
古巴比伦王国在汉穆拉比统治时期达到极盛，但是汉穆拉比死后，帝国就瓦解了。王国先后受到赫梯人、加喜特人的入侵，直到公元前729年终于被亚述帝国吞并。

### 铁器时代
在铁器时代，新亚述帝国是本地区的主导力量。
在波斯帝国征服前，新巴比伦王国（前626–前539）是本地区最后一个重要的时期。在新亚述帝国陷入内战之后，迦勒底人创建了新巴比伦王国。新巴比伦王国的统治止于前539年。

## 古典时期

### 阿契美尼德和塞琉古帝国
公元前539年，阿契美尼德王朝的居鲁士大帝征服了美索不达米亚。之后亚历山大大帝征服了波斯帝国。之后此地由塞琉古帝国统治。

### 帕提亚和罗马统治
2世纪初，罗马帝国皇帝圖拉真率军侵入了帕提亚，征服了美索不达米亚。之后，又复归帕提亚帝国。
公元1世纪，基督教传入美索不达米亚，尤其是是罗马叙利亚行省成为了东方宗教和叙利亚的文学传统的中心。通常还认为，曼達安教可能起源于此，或者是作为从巴勒斯坦寻求庇护的曼达人而带入的。

### 萨珊帝国
3世纪起，帕提亚帝国被萨珊王朝取代。
直到602年，波斯帝国的沙漠边境由建都於希拉赫的阿拉伯人拉赫姆国王守卫。这一年，霍斯劳二世废除了拉赫姆王国。将边境向游牧民族敞开。在远处的北部，与拜占庭帝国为界。

## 中世纪

### 阿拉伯入侵與蒙古西征
656年该地区被阿拉伯人占领。此前相当长的一段时间，这里都是波斯的一部分，但幾乎所有政權其首都皆建於兩河流域如波斯帝國、亞歷山大帝國的巴比倫、塞琉古王朝的塞琉西亞、安息帝國、薩珊王朝的泰西封。762年，哈里发迁到安息帝國、薩珊王朝首都泰西封北郊的巴格达。此后，巴格达一直是阿拉伯世界的中心，直到1258年它被旭烈兀率领的蒙古西征军摧毁为止。

## 鄂圖曼和马木鲁克统治
在14世纪至15世纪初土库曼人的黑羊王朝统治了今伊拉克地区。1466年，白羊王朝击败了黑羊王朝，接管了这一地区。16世纪起，大多数今伊拉克地区开始由奥斯曼帝国统治。是为巴格达省。
1534年，经过土耳其人与萨菲波斯人长期的拉锯争夺，伊拉克最终并入了奥斯曼帝国，两河流域与伊朗高原合为一体的历史就此画上了休止符。
伊拉克馬木路克王朝於18至19世紀統治伊拉克地區，名義上歸順於鄂圖曼帝國的統治，處於半獨立狀態。1831年，鄂圖曼帝國決定推翻馬木路克政權，並逐漸在該地建立直接統治，但巴格達的大多數行政人員都出身自舊有的馬木路克政權，馬木路克政權仍具影響力。

## 英国托管与伊拉克王国
1915年，英国军队占领伊拉克，以国联的名义对其进行统治，直至1932年伊拉克独立，成為以哈希姆王朝為統治者的君王國家。

## 伊拉克共和国
1958年7月14日，伊拉克自由军官组织首领卡塞姆推翻亲西方的哈希姆王朝，建立伊拉克共和国，实行独裁统治，导致民众对其日益不满，最终卡塞姆在1963年2月，一场由伊拉克军方联合阿拉伯复兴党的政变中被杀。
然而，军方首领阿里夫背信弃义，在1963年11月突然发动二次政变，大肆捕杀伊拉克复兴党人，伊拉克复兴党终止了其仅有九个月的执政权，被迫转入地下活动。
而阿里夫兄弟的军人政权与卡塞姆政权一样，腐败无能、效力低下，使伊拉克复兴党有了在伊拉克民众中重获支持的可能。1968年7月17日，伊拉克复兴党人联合部分陆军和空军官兵发动7月17日革命，一举推翻阿里夫军人统治集团，伊拉克复兴党重新掌权。
此后，拥有军人背景的复兴党人贝克尔成为伊拉克总统，但实际上伊拉克政权自1969年起已由名义上的副总统萨达姆所掌控。1979年7月，贝克尔以健康原因辞去总统职务，萨达姆继任伊拉克总统。

### 萨达姆时代
1979年，随着贝克尔的辞职卸任，萨达姆·侯赛因正式成为伊拉克复兴党的领袖及伊拉克国家元首，自此完全掌握大权。萨达姆执政时，大力发展石油经济，并在此基础上发展社会福利。但他并未重视建立伊拉克的制造业体系。同时，鉴于国内种族、宗教及经济差异，萨达姆本着稳定国内局势并避免政变再次发生的目的改革党内权力架构，镇压持不同政见者。
萨达姆执政期间，先后多次以“伊拉克国家利益”及“阿拉伯复兴”为名发动对外战争。1980年，伊拉克由于教派、民族、领土冲突与其邻国伊朗进行了长达8年的两伊战争。由于当时伊朗经过伊斯兰革命已成为敌视美国的政教合一国家，使得美国在两伊战争中支持伊拉克。伊拉克在欠下巨额外债和蒙受重大人员、物质损失的情况下，逼迫伊朗在1988年8月签收两伊停战协定，伊拉克虽惨胜伊朗，但也给自己留下众多后患。为了转移两伊战争遗留问题，1990年8月伊拉克军队趁勢再入侵科威特，科威特由于军事抵抗能力太低而迅速沦陷，萨达姆宣布“科威特成为伊拉克的第19个省”。尽管萨达姆軍事上順利取得戰果，但在外交上却很快陷入孤立。1991年1月，海湾战争爆发，伊拉克被美国领导的多国部队击败并逐出科威特。这导致了以美国为首的国家对萨达姆政權实行长期制裁，并称伊拥有大规模杀伤性武器而以联合国名义多次对其实施武器核查。

### 美伊战争及其后
2003年3月20日，美国以伊将国际原子能机构驱逐出伊拉克不受国际监督与核查为理由，组织联军进攻伊拉克，伊拉克战争爆发。不同于1991年的海湾战争，此次进攻伊拉克并未经过联合国表决通过。在几周后复兴党政权就被美英联军擊敗，大量伊拉克军人投降，伊拉克处于美国及其盟国军队的控制之下。但是，美英联军始终未能找到伊拉克拥有大规模杀伤性武器的证据。此后由美国任命的行政长官保罗·布雷默为美国负责伊拉克事务的最高行政长官，担任伊拉克首脑。一个由各派政治力量组成的伊拉克临时管理委员会在商讨起草宪法和基本建设计划開始重建。2004年6月1日，联合国、美、伊三方协商推选产生以阿拉维为总理的伊临时政府。6月28日，美英联军向伊拉克临时政府移交权力。2005年1月30日，伊拉克举行大选。4月6日，贾拉勒·塔拉巴尼当选伊拉克过渡政权总统。2006年5月20日，战后首届正式政府在经议会表决批准后宣誓就职。总理为贾瓦德·马利基。（页面存档备份，存于）
尽管战争期间伊拉克军队并未对美军有大的抵抗，然而复兴党政权倒台后，恐怖分子和包括前伊拉克军人在内的反美势力为对抗美英的军事占领进行了针对伊拉克警察、政府机构以及驻伊美军的汽车炸弹袭击。2014年后，什叶派和逊尼派穆斯林趁機在伊拉克境内的暴力冲突升级成伊斯蘭國叛乱，一度占领了伊拉克境内近半数领土，且一度逼近巴格达，马利基政府也由此倒台。2019年10月起，伊拉克爆发了自萨达姆政权结束以来最严重的社会动荡。大批民众因对2003年后上台的现政权的腐败，失业和低效的公共服务表示不满而示威抗议，并逐步升级为推翻现政权和要求停止伊朗对伊拉克的干预。伊拉克政府作出了严厉的反应，包括使用催泪弹、高温开水、狙击手乃至实弹镇压，导致数千人伤亡。